# Cornel Popa (Fußballspieler)
Cornel Popa (* 17. März 1935 in Iași; † 4. November 1999) war ein rumänischer Fußballspieler und -trainer. Der Außenverteidiger bestritt 262 Spiele in der höchsten rumänischen Fußballliga, der Divizia A.

## Karriere als Spieler

### Verein
Popa begann mit dem Fußballspielen in seiner Heimatstadt Iași und nahm 1952 und 1953 an den Lehrgängen der Juniorennationalmannschaft in Câmpulung und Bistrița teil. Er wechselte im Jahr 1956 in die erste Mannschaft von Dinamo Bacău, das seinerzeit in der höchsten rumänischen Spielklasse, der Divizia A, antrat. und kam dort am 18. März 1956 zu seinem ersten Einsatz.
Nachdem Dinamo Bacău am Ende der Saison abgestiegen war, wechselte Popa zu Dinamo Bukarest, einem der erfolgreichsten rumänischen Vereine. Bei Dinamo entwickelte er zum Stammspieler und spielte bis auf wenige Ausnahmen stets in der Spitzengruppe der Divizia A mit. In den Jahren 1962, 1963, 1964 und 1965 konnte er viermal in Folge die Meisterschaft sowie in den Jahren 1959, 1964 und 1968 den rumänischen Pokal gewinnen.
Nach zwölf Jahren bei Dinamo erhielt Popa im Jahr 1969 die Gelegenheit, ins Ausland zu wechseln, und schloss sich dem türkischen Spitzenklub Beşiktaş Istanbul an. Dort lief die Saison aber nicht wie erwartet und es sprang lediglich der neunte Platz heraus. Anschließend beendete Popa seine aktive Laufbahn.

### Nationalmannschaft
Cornel Popa bestritt zwischen 1958 und 1967 insgesamt 37 Spiele für die rumänische Fußballnationalmannschaft, blieb dabei aber ohne Torerfolg. Seinen Einstand hatte er am 26. Oktober 1958 im Freundschaftsspiel gegen Ungarn. Obwohl er vor und nach dem Turnier zu den Stammspielern des Teams zählte, wurde er nicht für den Kader für die Olympischen Spiele 1964 berücksichtigt. Zu seinem letzten internationalen Einsatz kam Popa am 24. Mai 1967 bei der 1:7-Niederlage gegen die Schweiz im Rahmen der Qualifikation zur Europameisterschaft 1968.

## Karriere als Trainer
Nach dem Ende seiner aktiven Laufbahn arbeitete Popa zunächst als Jugendtrainer bei seinem früheren Verein Dinamo Bukarest. Später war er Cheftrainer bei den unterklassigen Vereinen Unirea Alexandria, Victoria Roman und Minerul Gura Humorului, ohne jedoch nennenswerte Erfolge erzielen zu können.

## Erfolge

### Als Spieler
- Rumänischer Meister: 1962, 1963, 1964, 1965
- Rumänischer Pokalsieger: 1959, 1964, 1968